# Шарпиловский сельсовет
Шарпиловский сельсовет (бел. Шарпі́лаўскі сельсавет) — административная единица на территории Гомельского района Гомельской области Республики Беларусь. Административный центр — деревня Шарпиловка.  

## История
В 2006 году в состав Шарпиловского сельсовета включена деревня Новые Дятловичи упразднённого Дятловичского сельсовета.

## Состав
Шарпиловский сельсовет включает 7 населённых пунктов:
- Войтин — посёлок
- Медведица — посёлок
- Михайловск — посёлок
- Некрасов — посёлок
- Новые Дятловичи — деревня
- Путеводная Звезда — посёлок
- Шарпиловка — деревня